# Canal de Saint-Gilles
Der Canal de Saint-Gilles ist ein französischer Schifffahrtskanal im Département Gard in der Region Okzitanien.

## Geografie
Es handelt sich um einen kleinen Verbindungskanal zwischen dem Canal du Rhône à Sète und der Petit Rhône, dem rechten Mündungsarm der Rhone. Der Kanal befindet sich südöstlich von Saint-Gilles und hat eine Länge von etwa zwei Kilometern. Er verfügt über eine einzige Schleuse an der Einmündung in die Petit-Rhône.

### Koordinaten
- Ausgangspunkt des Kanals: 43° 38′ 45″ N, 4° 26′ 13″ OKoordinaten: 43° 38′ 45″ N, 4° 26′ 13″ O
- Endpunkt des Kanals: 43° 38′ 18″ N, 4° 24′ 53″ O

## Geschichte
Der Canal du Rhône à Sète mündete ursprünglich bei Beaucaire in die Rhône. Bei Kanalisierungsarbeiten an der Rhône wurde diese Verbindung jedoch abgeschnitten. Als Ersatz dafür wurde die Petit Rhône, die oberhalb von Arles vom Hauptstrom abzweigt, auf einer Länge von 20 Kilometern für die Schifffahrt ausgebaut und bei Saint-Gilles mit dem Canal du Rhône à Sète verbunden.

## Wirtschaftliche Bedeutung
Der kleine Kanal ist somit ein wichtiger Teil einer durchgehenden Schiffsverbindung von der Rhône nach Sète und weiter zum Canal du Midi geworden.